# Guido Seborga
Guido Seborga, pseudonimo di Guido Hess (Torino, 10 ottobre 1909 – Torino, 13 febbraio 1990), è stato un giornalista, poeta, pittore e letterato italiano.

## Biografia

### Infanzia
Nacque da una famiglia in cui lui amava individuare sangue ligure, egiziano ed ebraico. Il suo vero cognome era Hess, ed era figlio dell'alpinista Adolfo Hess e discendente di Moses Hess. La scelta dello pseudonimo Seborga, piccolo paese ligure dell'entroterra di ponente, è legata all'amore per il mare e a quella che considerava la sua vera città d'origine e non soltanto d'elezione, Bordighera, costante punto di riferimento nei suoi diversi viaggi all'estero. Lì si fece costruire una villa negli anni '20 sulla via Romana al numero 47. La villa esiste tuttora ed è ancora abitata dalla famiglia.
Bordighera e il suo entroterra sono lo sfondo dell'attività di letterato, il fascino della Valle delle Meraviglie e del mare del Ponente ligure sono preciso riferimento al segno ideografico della sua pittura.

### La giovinezza antifascista
Studiò nella Torino antifascista di Augusto Monti (di cui era stato allievo) e Felice Casorati, ma la sua insofferenza all'ordine lo spinse a nuovi ambienti, conoscenze ed esperienze a Berlino, poco prima dell'avvento del nazismo, poi a Parigi, luogo amatissimo in cui tornò con frequenza lungo tutta la sua vita diventando amico prima e dopo la guerra dei personaggi più importanti della cultura che vivevano nella città
A Torino conobbe e strinse amicizia con Umberto Mastroianni, arrivato nel 1928 da Roma, con Luigi Spazzapan, Mattia Moreni, Oscar Navarro, Raf Vallone, Vincenzo Ciaffi, Albino Galvano, Piero Bargis con cui si trovava a passeggiare discutendo di tutto in totale libertà, protetti dall'oscuramento bellico.
La matrice antifascista torinese lo indusse all'azione, alla diserzione dalle guerre fasciste e alla partecipazione alla guerra partigiana, prima col Partito d'Azione con Giorgio Agosti, Alessandro Galante Garrone, Ada Gobetti, e poi come partigiano nelle brigate socialiste Matteotti.

### Il dopoguerra e la sua attività politica e intellettuale
Dall'azione diretta passò nel primo dopoguerra all'attività politica nel Partito Socialista Italiano di cui aveva tentato la ricostruzione in Liguria ancora prima della guerra. A Roma con Lelio Basso diresse la rivista Socialismo ed entrò nelle vicende della direzione del partito occupandosi anche della propaganda del Fronte Popolare.
Già presente dagli anni '30 sui maggiori periodici culturali italiani (Circoli, Campo di Marte, Prospettive, Letteratura, Maestrale), nel dopoguerra contribuì alla riapertura della redazione torinese del Sempre Avanti poi ridiventato Avanti!, fu giornalista sui quotidiani e sulle riviste della sinistra italiana e internazionale occupandosi dei temi della cultura e dell'impegno, della critica d'arte e dell'attualità.
Partecipò con Ada Gobetti, Franco Antonicelli, Felice Casorati, Massimo Mila ed altri alla fondazione dell'Unione Culturale di Torino, fu tra gli organizzatori dell'allestimento del Woyzeck di Georg Büchner rappresentato nel '46 al teatro Gobetti.
Fu anche a Parigi, dove fu direttore di Italia Libera e collaborò a Europe e alle Éditions de Minuit. Qui scrisse per i giornali italiani di quell'ambiente di intensa attività culturale e artistica dei surrealisti, del Café de Flore, di Jean Paul Sartre, Vercors, Antonin Artaud, Paul Éluard, Tristan Tzara, Gino Severini e di Alberto Magnelli, che lui ben conosceva dall'anteguerra, raccontando di teatro, cinema, musica, letteratura, pittura.
Si ammalò gravemente e morì nel 1990.

## Attività pittorica
Se i versi furono il leitmotiv che percorse tutto l'arco della sua vita, fin da bambino fu affascinato dalle incisioni rupestri della Valle delle Meraviglie, che costituiscono il legame ideale fra poesia e pittura: dagli anni '60 riprese a disegnare e dipingere creando nelle "ideografie" una forma di pittura originale che unisce il segno dinamico e le nere silhouette di figure arcaicizzanti alle contrastanti accensioni cromatiche degli sfondi in cui esse si profilano.
Come pittore visse un periodo di grande entusiasmo e di attività molto intensa nel quale restò vicino ai giovani con cui era sempre disposto a mettere in comune le sue numerose conoscenze e a collaborare alle loro iniziative culturali e artistiche.
Da quando riprese a disegnare e dipingere negli anni '60, furono allestite importanti esposizioni delle sue opere tra cui la personale del Castello Sforzesco di Milano del 1973, quella da Schettini nel 1977, le personali a Torino della Galleria Narciso 1974, e del Punto 1969, a Rivoli alla Galleria Civica D'Arte Moderna, quella di Amsterdam alla galleria Sfinx del 1969, alla galleria Les Lettres et Les Arts di Mentone, alla galleria al Passo di Alassio 1985, alla Buca e alla Biblioteca Civica di Bordighera nel 1979, e in altre molteplici gallerie italiane e straniere.
Espose con altri importanti autori: alle Biennali di Mentone (1970-72), alla Narciso di Torino, al Dialogo di Milano 1978, al Palais de l'UNESCO di Parigi nel 1972, a Montecarlo nel 1979, al Museo della Città di Marsiglia, alla Biennale di Bamberga, a Strasburgo nel 1980, a Cracovia, a Londra, a Lugano, a Antibes, ai festival dell'Umorismo di Bordighera, alla galleria Beniamino di Sanremo e in altre diverse gallerie italiane e straniere.
Il suo costante e reciprocamente produttivo rapporto con i giovani è documentato dalla presenza dei suoi dipinti in gallerie quali "Il Triglione" a Venezia e alla saletta "La Buca" dell'Unione Culturale di Bordighera insieme ad allievi esordienti. La personale del 1981 a Moncalieri fu trasferita al liceo scientifico per permettere un incontro con gli studenti abitualmente lontani dalle avanguardie.
Sue opere sono presenti in musei e importanti collezioni private italiane e straniere.
Ha ricevuto numerosi premi fra cui il Premio Presidenza Critici d'Arte Francesi, Parigi 1977 e la Medaglia Città di Milano.

## Attività giornalistica
Ha collaborato scrivendo articoli di cultura e di critica, racconti e poesie con i più noti giornali italiani tra cui: Italia Libera, La Stampa, Stampa Sera, Avanti! e Sempre Avanti!, l'Unità, Paese Sera, Il Giorno, Il Lavoro e Il Lavoro Nuovo, Corriere Mercantile, Il Secolo XIX, Il Corriere della Riviera, Il Corriere della Liguria, L'Eco della Riviera e molti altri quotidiani liguri.
Ha scritto anche per la stampa francese su: Combat, La Revue Vivante, Les Lettres Françaises, Les Oeuvres Libres, Les Nouvelles litteraires, Les Temps Modernes, Europe, Le Franc Tireur, e molte recensioni delle sue opere sono comparse su altre riviste e quotidiani, come Le Monde.
Ha pubblicato poesie e racconti, pièces teatrali, articoli di critica artistica e letteraria su riviste quali: 4 Soli, Bollettino dell'Unione Culturale di Torino, Campo di Marte, Carte Segrete, Circoli, Diogene, Domus, Emporium, Europa Letteraria, La Fiera Letteraria, Flash Art, Gala, Arte e Cultura, Il Contemporaneo, Il Dado, Il dramma, L'Illustrazione Italiana, Inventario, Laboratorio, Le Arti, Maestrale, Mercurio, Liguria, Nuova Presenza, Primato, Prospetti, Prospettive, Quaderni del Girasole, Realismo Lirico, Realtà, Selva, Sipario, Segnacolo, Tempo.
L'attenzione e l'interesse per i fatti della politica italiana e internazionale lo accompagnarono lungo l'arco di tutta la vita come è documentato dagli articoli su: Italia Libera, Iniziativa Socialista, La Difesa, Movimento di Liberazione in Italia, Mondo Operaio, Notiziario dell'Associazione Partigiana Matteotti, Socialismo, Quarto Stato, Patria, Patria Indipendente, Tribuna, Vie Nuove Dimensione Democratica, ed altre riviste.

## Attività letteraria
Nel 1948 Arnoldo Mondadori Editore pubblicò nella prestigiosa collana Medusa degli italiani L'uomo di Camporosso e nel 1949 Il figlio di Caino ambientati nell'estremo ponente ligure e accolti dalla critica italiana e straniera con interesse e giudizio positivo.
Letterato di forte intonazione realistica Seborga racconta di un mondo di diseredati che combattono per la sopravvivenza, in una terra ligure aspra e dura, in cui lavoro è fatica e difendere le proprie convinzioni diventa pericoloso in un'epoca di regime.
Seguono altri quattro titoli tradotti in diverse lingue e un diario uscito nel '68 e tutti ripubblicati negli ultimi anni
I personaggi di Seborga fanno parte del dramma del vivere sia nel bene che nel male, per cui non sono possibili evasioni se non a rischio della mistificazione e pertanto della complicità con la società e con se stessi. Per Seborga il pericolo è l'automazione, cioè la violenza sull'uomo da parte dalla società tecnico-industriale a cui egli oppone il rigore di una moralità gobettiana che si richiama all'impegno civile.
Affiancò all'attività di scrittore quella di poeta, presente fin dagli anni giovanili e approdata nel 1965 alla prima di tre raccolte Se avessi una canzone in cui dominano il mare, il sole, il vento, le aspre valli di confine di una terra di ulivi e viti, selvaggia come i suoi abitanti.
Partecipò all'esperienza politico-musicale del gruppo torinese del Cantacronache, nato per una proposta musicale alternativa alla canzonetta di consumo in cui mise in musica alcune sue poesie.

## Attività culturale
Il suo amore per la città di Bordighera si è manifestato negli anni anche con una concreta e attiva partecipazione alla vita culturale del Ponente ligure. Seborga ha fatto parte dell'organizzazione e della giuria negli anni '50 e '60 del premio di letteratura e pittura "Cinque Bettole" insieme a personaggi di rilievo quali Italo Calvino, Giancarlo Vigorelli, Elio Filippo Accrocca, Carlo Betocchi. Nel '60 ha curato "Incontri con l'uomo" a Sanremo, ciclo di conferenze a cui ha partecipato tra gli altri Salvatore Quasimodo. Ha anche contribuito negli anni '60 e 70 alla creazione e allo sviluppo dell'Unione Culturale Democratica di Bordighera nei cui locali con il suo contributo furono organizzate mostre, dibattiti, conferenze, opere teatrali.

## Cronologia delle opere
- 5 novelle del vivere moderno (Guido Hess il caso di B. Calderini), Gulia 1935
- 25 aprile - La Resistenza in Piemonte (Guido Hess: Rossa di sole bandiera che vive), Orma Editrice Torino 1946
- L'uomo di Camporosso, Arnoldo Mondadori Editore 1948, Torino 2004, tradotto in francese e ceco. Finalista premio Viareggio, candidato premio Strega 1949
- Il figlio di Caino, Arnoldo Mondadori Editore 1949, Torino 2006
- La tua donna segnalato al premio Riccione
- Spartaco vuoi essere libero? opera teatrale - in collaborazione con Umberto Mastroianni, rappresentato a Torino nel 1951, tradotto in francese
- Licia pesca a ponente, opera teatrale, Parigi 1952
- Amori capitali (Morte d'Europa), Rebellato, Padova 1959. Finalista premio Viareggio 1959.
- I Poeti del Realismo Lirico a cura di C. de Franchis e A. Capasso (Guido Seborga: Se io avessi una canzone, Storie umane, Questi altri paesi) Edizioni del Tripodo Roma 1952
- Quattro romanzi (L'uomo di Camporosso, Il figlio di Caino, Morte d'Europa, Ergastolo) traduzione in tedesco di Ergastolo
- Gli innocenti, Ceschina, Milano 1961, Finalista premio Viareggio e poi ritirato 1961.Libro ligure dell'anno 2006 nella seconda edizione curata da Pier Luigi Ferro per l'editore Sabatelli di Savona.
- Se avessi una canzone, raccolta di poesie, Edizioni dell'Albero, Torino 1964
- Maona, opera teatrale, pubblicata sulla rivista Il dramma, giugno 1964
- Cristo degli abissi, opera teatrale, pubblicata sulla rivista Il dramma, maggio 1965
- Antologia Poetica della Resistenza, (Guido Seborga: Eravamo 7 disertori) Edizioni "Voci Nuove" Torino 1965
- Vivere disvivere, raccolta di poesie, Edizione Carte Segrete
- Parigi, due amori, cineromanzo, Edizioni dell'Albero, 1968
- Occhio folle occhio lucido, diario, Ceschina, Milano 1968
- L'Uomo Oggi Poesie del Novecento (Guido Seborga: Passaggio Clandestino, La vita che non tramonta), Libreria Petrini Torino 1968
- Poesie inedite, Martano, Torino 1970
- Dibattito sulla cultura delle classi subalterne 1948-50, a cura di P.Angelini (Guido Seborga Ideologia e politica)Savelli Roma 1977
- Sangue e cerebrum, Sugarco, Milano 1980
- Fiori per tutti, opera teatrale
- Il salotto di Noemi, opera teatrale
- Resistenza e Poesia Antologia di Poeti Partigiani a cura di M.Pedrotti Probo (Guido Seborga: Libertà, Gli uomini che mentono, Guerrigliero, Un ricordo, Dirò con chiarezza d'animo la pura verità, Uomo ferito, Volto di carne, Un ricordo, Eravamo sette guerriglieri, Disertore, La vita che non tramonta) Cooperativa Editrice il Ventaglio Roma 1984
- Sona forse in Riviere in versi - levante e ponente a cura di Stefano Verdino, Philobiblon edizioni, Ventimiglia 2002

Gli sono stati conferiti numerosi premi fra cui il Premio Presidenza del Consiglio, Roma.

## Guido Seborga nei musei
- Museo del Novecento, Milano, “N.33 Ideografia di Bordighera”, 1967
- La Biblioteca Civica Internazionale di Bordighera ospita al primo piano una mostra permanente di numerosi suoi quadri.